# Mickael Pichon (wielrenner)
Mickael Pichon (Le Mans, 17 september 1973) is een Frans voormalig wielrenner. 

## Biografie
Tijdens de Critérium du Dauphiné Libéré van 2004 viel Pichon in de derde etappe in een ravijn en liep daarbij meerdere botbreuken, alsook een hersenoedeem. Hij was niet bij bewustzijn toen hij werd gevonden. Na een operatie in het ziekenhuis van Grenoble en revalidatie keerde hij driekwart jaar later (begin 2005) terug in het peloton. Niet lang daarna kondigde hij aan dat dat zijn laatste seizoen zou worden.
Pichon behaalde geen professionele overwinningen, wel eindigde hij in 2003 als tweede in de Polynormande en als derde in de GP van Wallonië.

## Resultaten in voornaamste wedstrijden
| Jaar | Ronde van Italië | Ronde van Frankrijk | Ronde van Spanje |
| ---- | ---------------- | ------------------- | ---------------- |
| 2001 | opgave           |                     |                  |
| 2004 |                  |                     |                  |

| Jaar | Milaan-San Remo |
| ---- | --------------- |
| 2001 |                 |
| 2004 | 31e             |